# Satoshi Kataoka
Satoshi Kataoka (片岡聡; 3 agosto 1958) è un goista giapponese di grado 9-dan.
Divenne professionista all'età di 14 anni, nel 1972.
Nel 1979 perse la finale del Tengen contro Masao Katō per 0–3. Nel 1982 conquistò lo Shinjin-O sconfiggendo Norimoto Yoda e riuscì a strappare il Tengen a Katō, sconfiggendolo 3–2; l'anno successivo difese il titolo sconfiggendo 3–1 Shuzo Awaji, ma nel 1984 lo perse con lo stesso punteggio contro Yoshio Ishida.
Nel 1990 vinse il Kakusei contro Ō Rissei. Nel 1993 vinse il campionato di Hayago e perse la finale del Tengen, venendo sconfitto per 1-3 da Rin Kaiho; l'anno successivo arrivò a disputare la finale dell'Hon'inbō, che perse per 3–4 contro Cho Chikun. Nel 1998 conquistò nuovamente il campionato di Hayago. Due decenni dopo, nel 2018, raggiunse la finale dell'ottava edizione della Igo Masters Cup, venendo sconfitto da Norimoto Yoda.
Nell'agosto 2024 ha vinto la terza edizione della coppa Teikei Legend.

## Palmarès
| Nazionali           | Nazionali       | Nazionali            |
| Torneo              | Vittorie        | Finalista            |
| ------------------- | --------------- | -------------------- |
| Hon'inbō            |                 | 1 (1994)             |
| Tengen              | 2 (1982, 1983)  | 3 (1979, 1984, 1993) |
| Shinjin-O           | 1 (1982)        |                      |
| Kakusei             | 1 (1990)        |                      |
| Prime Minister Cup  |                 | 1 (1981)             |
| Ido Masters Cup     |                 | 1 (2018)             |
| Hayago Championship | 2 (1993, 1998 ) |                      |
| Coppa Teikei Legend | 1 (2024)        |                      |
| Totale              | 7               | 6                    |

| Controllo di autorità | VIAF (EN) 259289392 · NDL (EN, JA) 00196442 |